# Bataille de Poison Spring
Guerre de Sécession
Batailles
Expédition de Camden
- Mount Elba
- Elkin's Ferry
- Prairie d'Ane
- Poison Spring
- Marks' Mills
- Jenkins' Ferry

Campagne de la Red River
- Fort De Russy
- Mansfield
- Pleasant Hill
- Blair's Landing
- Monett's Ferry
- Mansura
- Yellow Bayou

La bataille de Poison Spring  est une bataille de la guerre de Sécession qui s'est déroulée le 18 avril 1864 dans le Comté de Ouachita, en Arkansas, lors de l'expédition de Camden. La bataille est tristement célèbre en raison du « massacre et de la mutilation » par les confédérés de soldats noirs du 1st Kansas Colored Infantry.

## Contexte
La raréfaction du ravitaillement de son armée à Camden en Arkansas oblige le major-général de l'armée de l'Union Frederick Steele à envoyer un détachement recueillir le maïs que les confédérés ont conservé à une trentaine de kilomètres jusqu'à la Prairie d’Ane - Camden Road sur le White Oak Creek. Le groupe charge le maïs dans des chariots, et le 18 avril, le colonel James Monroe Williams commence son retour vers Camden. Les forces des brigadiers-généraux de John Marmaduke et Samuel Maxey arrivent à Lee Plantation, à environ vingt-cinq kilomètres de Camden, où ils engagent Williams.

## Bataille
Les Confédérés attaquent finalement Williams par l'avant et l'arrière, l'obligeant à se replier au nord dans un marais où ses hommes se regroupent, puis reculent vers Camden. Pendant le combat, Williams positionne le 1st Kansas Colored Infantry, un régiment composé principalement d'anciens esclaves, entre le train de wagons et les lignes confédérées ; ces troupes noires repoussent les deux premiers assauts, mais viennent à manquer de munitions et sont défaits par le troisième. Les confédérés refusent de prendre les soldats noirs blessés comme des prisonniers, et les tuent plutôt brutalement, les scalpent, et les dépouillent. La colonel confédéré Tandy Walker (commandant de la brigade Choctaw) rapporte : « ... le train est tombé entre nos mains, et rapidement une partie de son artillerie, que les hommes ont trouvé camouflée dans un fourré près du train. J'ai craint ici que le train et son contenu se révèle une tentation trop forte pour les Choctaws affamés et à demi vêtus, mais il n'y a pas eu de difficulté à les presser vers l'avant, vers ce qui en face et sur la gauche les sollicitait plus que la nourriture et les vêtements — le sang de leur ennemi méprisé. Ils avaient rencontré et mis en déroute les forces du général Thayer, les pillards de leurs terres, les spoliateurs de leurs maisons, et les assassins de leurs femmes et leurs enfants ».
Dans l'ensemble, le 1st Kansas perd près de la moitié de ses effectifs. L'Union perdu 198 wagons et tout le maïs. Les pertes estimées sont 301 pour Williams et 114 pour les confédérés.

## Conséquences
Quelques mois après la bataille, le maire de Washington, en Arkansas, rédacteur en chef du Washington Telegraph, juge d'après-guerre de la Cour Suprême de l'Arkansas, et un important propagandiste confédéré John R. Eakin écrivent un éditorial approuvant le massacre des soldats américains : « Ils ont bien fait [...] nous ne pouvons pas traiter les nègres pris les armes à la main comme des prisonniers de guerre sans une destruction du système social que nous soutenons ».
Le site de la bataille, le champ de bataille de Poison Spring est répertorié sur le Registre national des lieux historiques et fait partie des monuments historiques nationaux des sites de l'expédition de Camden.

## Dans la culture populaire
- La bataille est mentionnée dans le film de 2012 Lincoln.

## Pour aller plus loin
- Battle description in the Arkansas Historical Quarterly, Volume XXVIII (Winter 1959), p. 338
- "Confederates inflict pain at Battle of Poison Spring". History Channel. Archived from the original on March 8, 2010.